# Jörmungandr

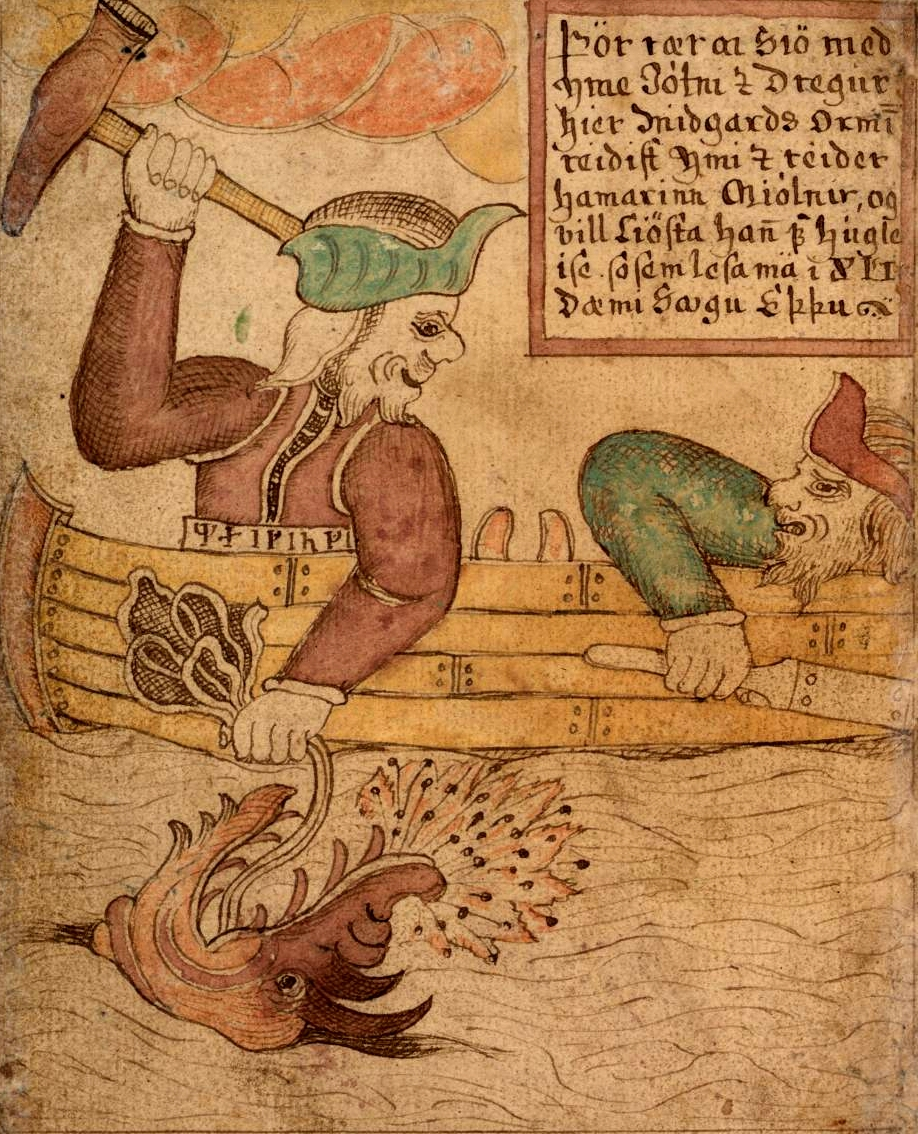
Bůh Thór a obr Hymi při lovu mořského hada Jörmunganda. Islandský rukopis z 18. století.

Jörmungandr (Midgardsormr) je v severské mytologii mořský had, který se spolu s vlkem Fenrirem a ženou Hel narodil v Jötunheimu Lokimu a obryni Angrbodě. Podle věštby představoval pro Ásy i lidi velkou hrozbu, proto ho Ódin hodil do moře. V moři vyrostl tak, že obepíná celý Midgard (je také nazýván Had Midgard) a zakusuje se do vlastního ocasu (viz Uroboros). Had je hlavním protivníkem boha Thóra.

## Thórův nepřítel

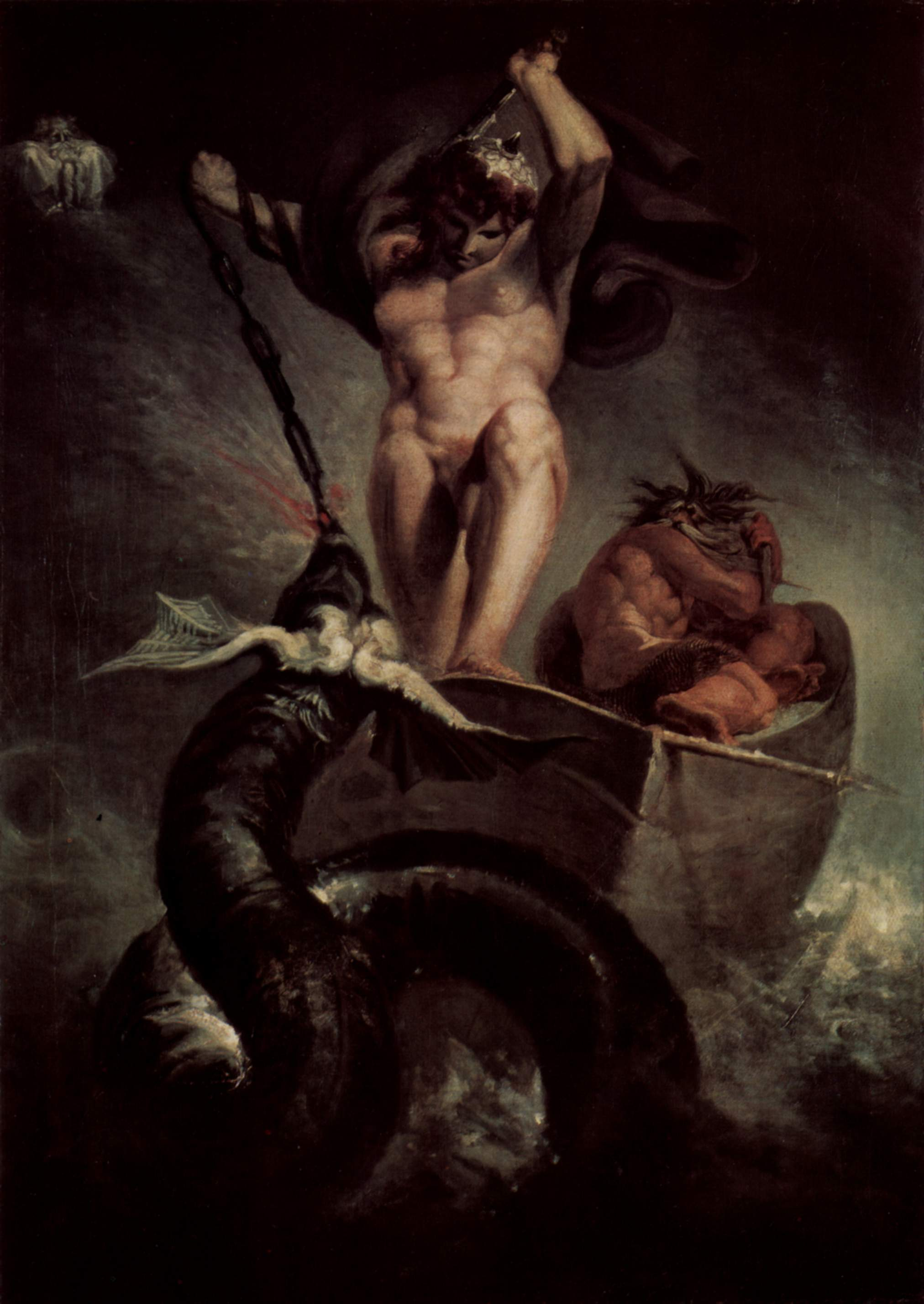
Thór zápasí s mořským hadem (Henry Fuseli, 1788.)

### Kočka útgardského Lokiho
Jednou zavítal Thór se svou družinou k útgardskému Lokimu. Obr jim uložil několik úkolů a jedním z nich bylo, aby Thór uzvedl Lokiho šedivou kočku. Thór se snažil seč mohl, ale dokázal kočce zvednout jen jednu nohu. Útgardský Loki mu pak prozradil, že kočka byla ve skutečnosti midgárdský had Jörmungandr. Thór si umínil, že se s hadem musí utkat.

### Rybářský výlet
Později se Thór vypravil s obrem Hymim na rybářskou výpravu a jako návnadu si s sebou vzal hlavu velkého vola zvaného Himinhrjód, kterou utrhl Thór vlastníma rukama. Dopluli na místo, kde Hymi obvykle lovil platýze, ale Thór trval na tom, že poplují dál. Hymi Thórovi řekl, že mohou narazit na Midgardsorma, ale Thór na něj nedbal a ještě chvíli vesloval dále, poté napíchl na udici volskou hlavu a hodil návnadu do moře. Hlava klesla ke dnu a Jörmungandr se na ni vrhl. Když ucítil, jak se mu háček zapíchl do patra, začal s Thórem zápasit. Nejdříve had zabral tak, že Thórovy paže narazily do hrany člunu, to však boha rozzuřilo, postavil se ve člunu a zabral tak, že jeho nohy prorazily člun a zapřely se o dno moře. Bůh přitahoval obrovského hada stále blíže, hlava hada chrlící jed byla již na dosah a Thór uchopil své mocné kladivo Mjollni, aby hada zabil. V tu chvíli přesekl vyděšený Hymi udici a had se vrátil zpět do moře. Thór za ním ještě své kladivo hodil, aby mu pod hladinou urazil hlavu, ale Jörmungandr přežil. Rozzuřený bůh pak obra ztrestal a došel na břeh po svých.

### Ragnarök
Při ragnaröku Jörmungandr vyleze z moře na pevninu, čímž způsobí obrovskou povodeň. Ta uvolní Naglfar, loď postavenou z nehtů nebožtíků. Poté se had naposledy setkává s Thórem, který mu zasadí smrtelnou ránu, ujde devět kroků a sám zemře na otravu jedem, který na něj Jörmungandr vychrlí.